# Seznam titulů svatých v Pravoslaví

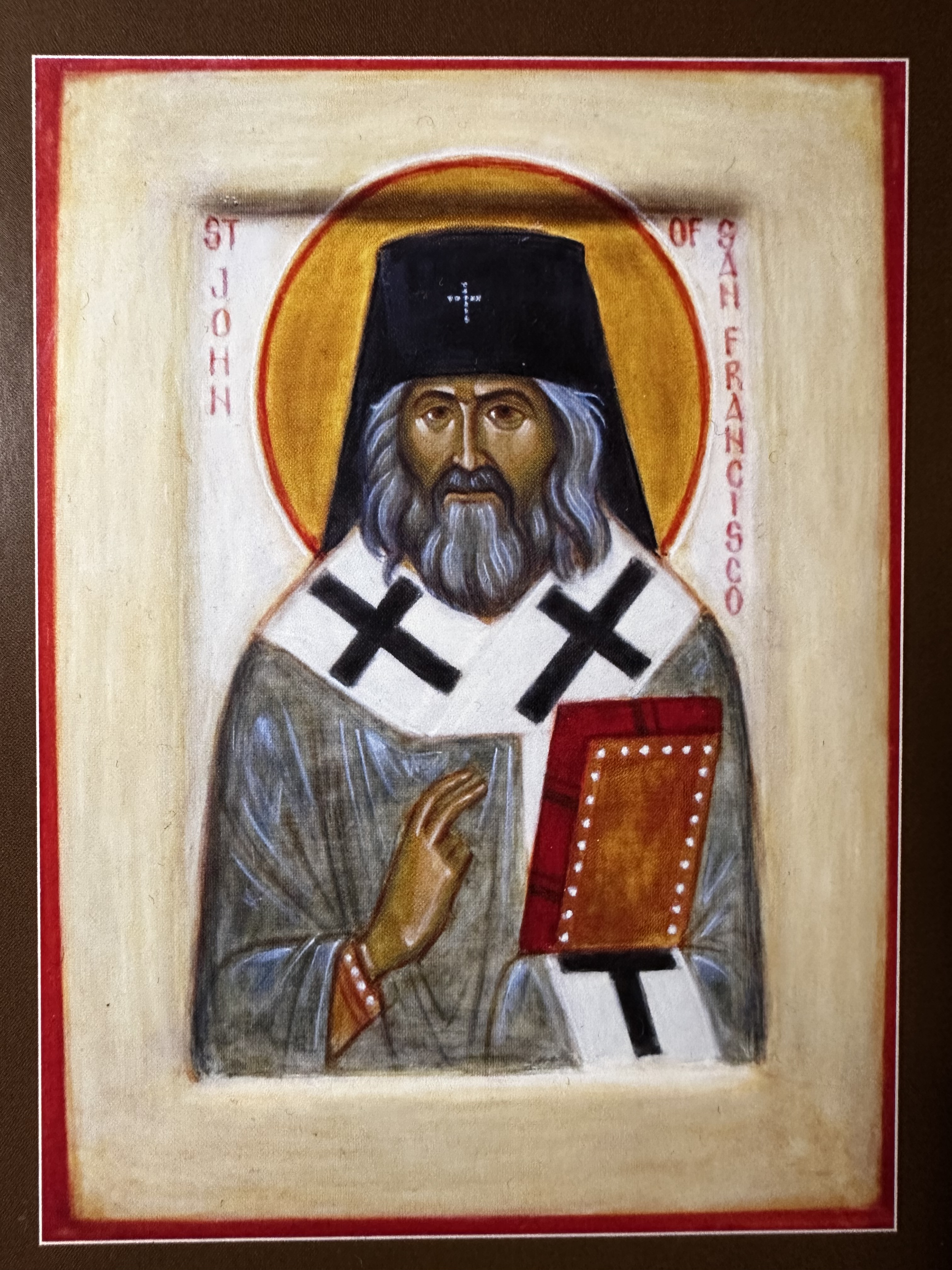
Svatý Jan Šanghajský a Sanfranciský, divotvorce

Pravoslavné církve označují světce různými tituly, které mají ustálenou formu. Kromě těchto titulů je v pravoslaví běžné i přípustné označení dotyčných osob prostým svatý/svatá či v kombinaci s daným titulem.

## Tituly

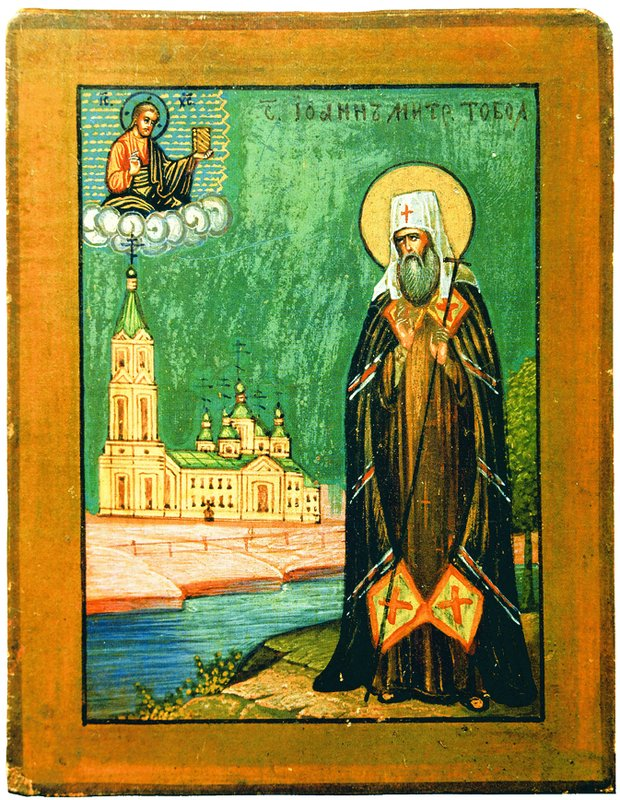
Svatý Jan Tobolský, Osvětitel Sibiře

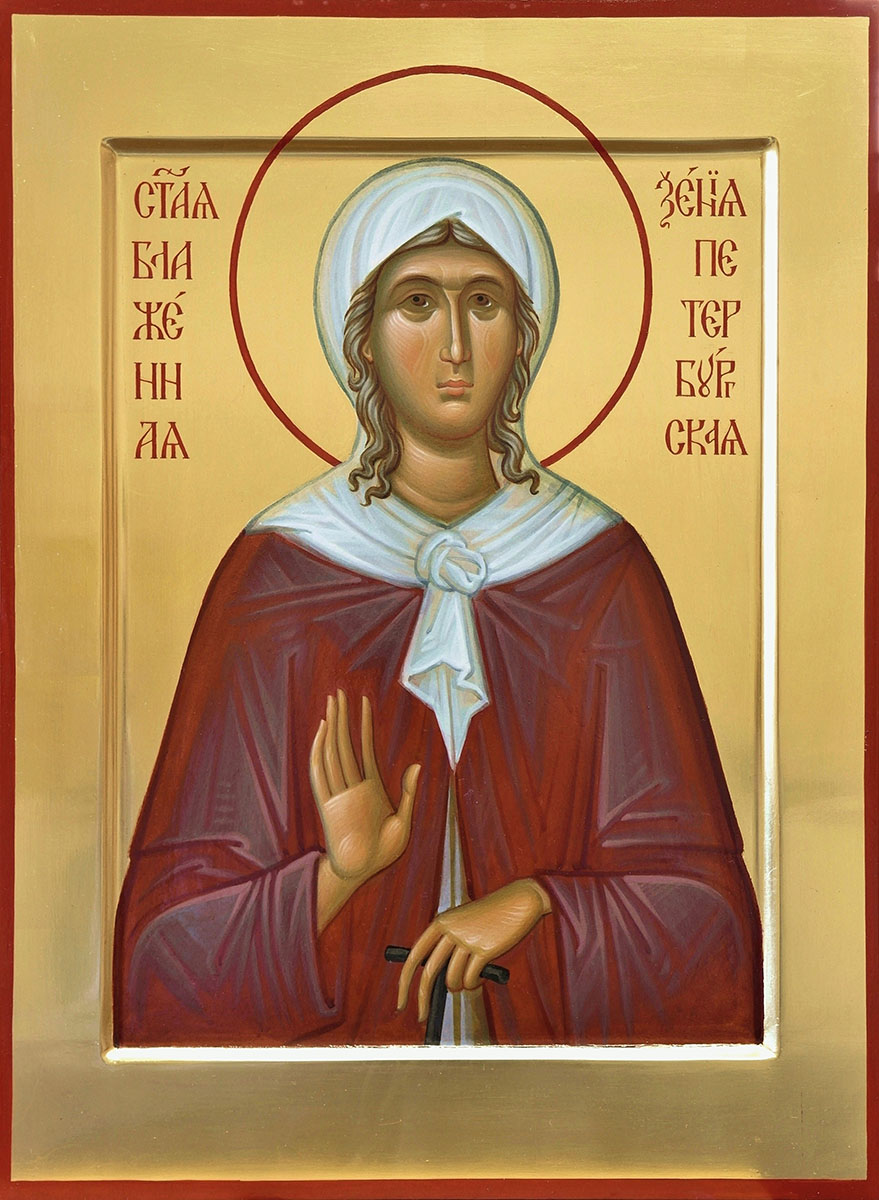
Svatá Xenie Petrohradská, jurodivá

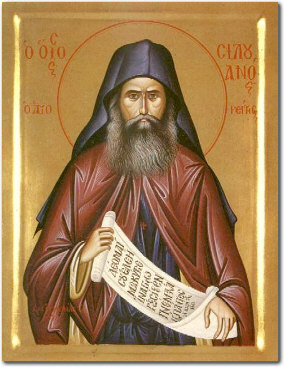
Svatý Silván z Athosu, ctihodný a Bohonosný otec

- Teolog: Má klasický význam, ale pouze tři svatí mají označení Teolog: Jan Teolog, Řehoř Teolog a Symeon Nový teolog.
- Vyznavač: ten, kdo trpěl pro víru, ale nebyl přímo umučen
- Osvětitel: světec, který jako první přinesl víru do národa nebo regionu nebo který tam vykonal hlavní evangelizační dílo
- Rovný apoštolům: ten, jehož dílo velmi pomohlo budování Církve, např. prostřednictvím rozsáhlé misionářské práce
- Blázen pro Krista: světec známý pro svou zdánlivou, ale svatou šílenost
- Bohonosný otec: titul udělený jednomu ze svatých otců
- Velkomučedník: ten, kdo byl umučen pro víru a podstoupil mučení
- Léčitel: světec, který používal Boží moc k léčení nemocí a zranění
- Hierovyznavač: vyznavač, který je zároveň duchovním
- Hieromučedník: mučedník, který je zároveň duchovním
- Mučedník: ten, kdo zemřel pro víru
- Milosrdný: ten, kdo je známý charitativní činností, zejména vůči chudým
- Myronosníci: první svědkové Ježíšova vzkříšení
- Myroblyt či myrotočník, jev kdy se tryskající myrha nebo proudění myrhy z ostatků světce či ikon objevuje v podobě svatého a sladce vonícího (a často zázračného) oleje
- Novomučedník: mučedník často nesoucí stejné jméno jako starší mučedník, ale obvykle novější v historii církve
- Strastotěrpěc: ten, kdo čelil své smrti způsobem podobným Kristu
- Prorok: starozákonní světec, který očekával Krista
- Protomučedník, také prvomučedník: první mučedník v daném regionu (v případě Štěpána Protomučedníka první mučedník celé církve)
- Správně věřící: epiteton používaný pro svaté světské panovníky
- Spravedlivý: svatá osoba podle Staré smlouvy (starozákonní Izrael), ale někdy se také používá pro vdané světce období Nového zákona (církev)
- Lékař-nezištník: světec, který použil Boží moc k uzdravení nemocí a zranění bez poplatku
- Ctihodný (také přepodobný): mnišský světec
- Ctihodný-mučedník: mnich umučený pro víru
- Panna mučednice: žena mučednice žijící v celibátu
- Divotvorce: světec proslulý prováděním zázraků